# الجابر (الرقة)
الجابر قرية سورية تتبع ناحية معدان في منطقة مركز الرقة في محافظة الرقة. بلغ عدد سكانها 1962 نسمة في عام 2004 حسب إحصاء المكتب المركزي للإحصاء.